# هارفي جولدسميث
هارفي جولدسميث (بالإنجليزية: Harvey Goldsmith) هو مروج موسيقى بريطاني، ولد في 4 مارس 1946 في Edgware ‏ في المملكة المتحدة.

## وصلات خارجية
- هارفي جولدسميث على موقع ميوزك برينز (الإنجليزية)
- هارفي جولدسميث على موقع أول ميوزيك (الإنجليزية)
- هارفي جولدسميث على موقع ديسكوغز (الإنجليزية)